# マイケル・ムーア in アホでマヌケな大統領選
『マイケル・ムーア in アホでマヌケな大統領選』（原題：This Divided State）は、スティーヴン・グリーンストリート監督による2005年のドキュメンタリー映画。サンタ・クルーズ映画祭においてベストドキュメンタリー部門観客賞を受賞した。
日本では2007年にアット エンタテインメントからDVDが発売された。

## ストーリー
ユタ州オレム市のユタ・ヴァレー・ステイト・カレッジ（現：ユタ・ヴァレー大学）で行われたマイケル・ムーアの講演。